# Dolina Czernicka
Dolina Czernicka [dɔˈlina t͡ʂɛrˈnit͡ska] es un pueblo ubicado en el distrito administrativo de Gmina Osjaków, dentro del distrito de Wieluń, Voivodato de Lodz, en Polonia central. Se encuentra aproximadamente a 4 kilómetros al noroeste de Osjaków, a 15 kilómetros al noreste de Wieluń, y a 74 kilómetros al suroeste de la regional capital regional Lodz.